# Bodianus frenchii
Bodianus frenchii är en fiskart som först beskrevs av Klunzinger, 1879.  Bodianus frenchii ingår i släktet Bodianus och familjen läppfiskar. IUCN kategoriserar arten globalt som nära hotad. Inga underarter finns listade.

## Bildgalleri

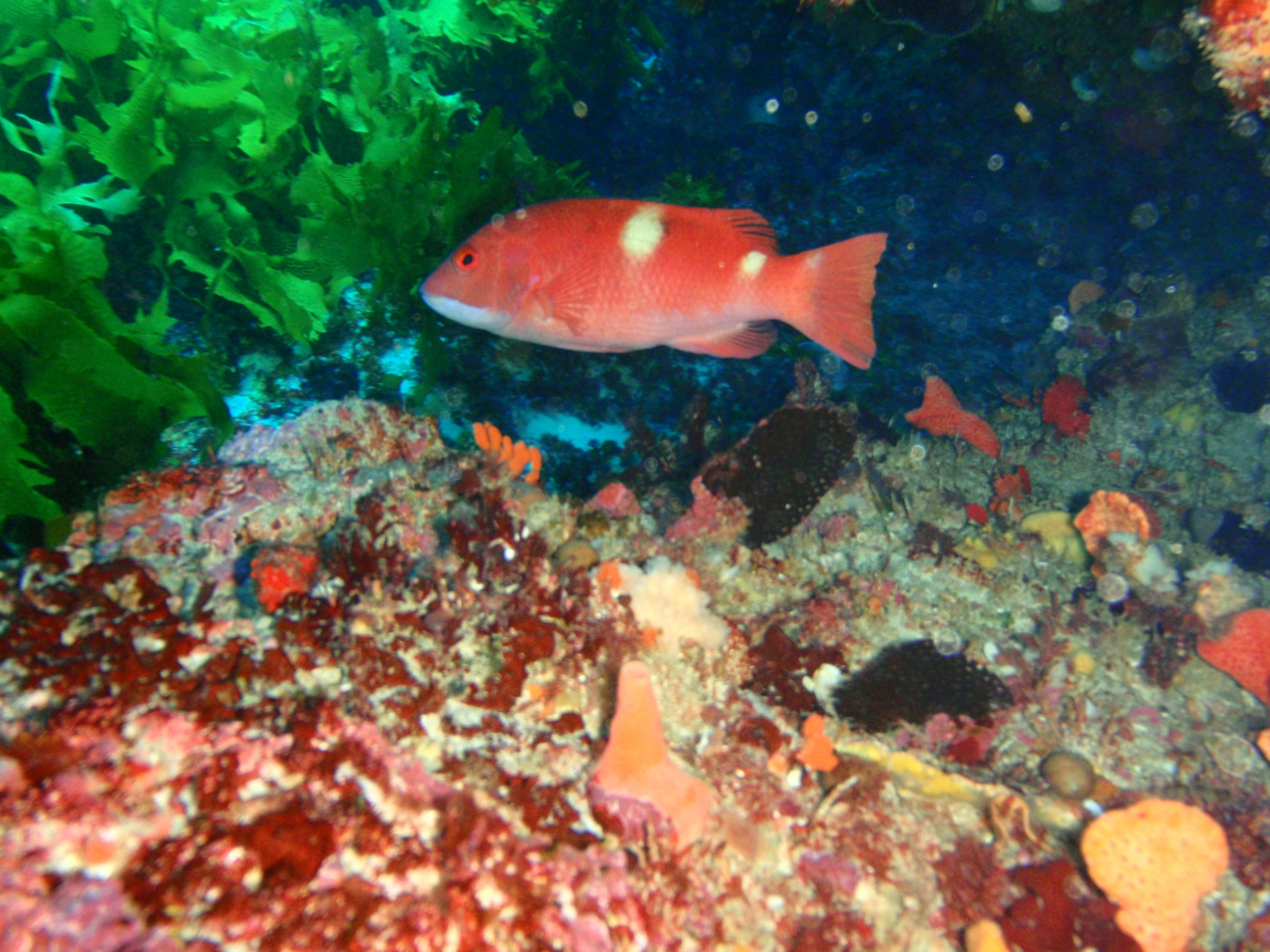